# Olmeda de las Fuentes
Olmeda de las Fuentes és un municipi de la comunitat autònoma de Madrid. Limita al nord amb Pezuela de las Torres, a l'este amb Ambite, al sud amb Villar del Olmo, i a l'oest amb Nuevo Baztán.
En aquest poble va néixer en 1564 Pedro Páez Jaramillo, primer europeu que va arribar a les fonts del Nil Blau en 1618, cent cinquanta anys abans que l'escocès James Bruce afirmés haver-ho aconseguit.